# Mike Poto
Mike Poto (15 gennaio 1981) è un calciatore zambiano, portiere dei Green Buffaloes.

## Carriera

### Club
Ha sempre giocato nel campionato zambiano.

### Nazionale
Ha esordito in Nazionale nel 2007.